# Ae-45
Aero 45是一款雙活塞引擎全金属结构小型客机，是捷克斯洛伐克在戰後第一款飛機，並取得相當成功，共生產了590架。

## 發展
机身结构为半硬壳式，座舱顶部由透明胶板压制而成，舱内设有通风、照明及加温设备，可容纳驾驶员1人及乘客4至5人。設計工序於1946年進行，由Jiři Bouzek、Ondřej Němec和František Vik設計。飛機的外貌及機鼻與在德國佔領時期所生產的Siebel Si-204及Bf 109相似，原型機（註冊號OK-BCA）在1947年7月21日首飛，第二架（註冊號OK-BCA）則晚一年進行首飛。飛行測試並無出現問題，於是在1948年投產。名稱45並不是按公司產品序號命名，而是根據座位量4/5而命名。

## 運作
Ae-45原型機在國外被廣泛宣傳。在1949年8月Jan Anderle駕駛著Ae-45（註冊號OK-CDL）贏得了英國的諾頓格里菲思大賽（Norton Griffiths Race），亦創下多項國際記錄。因此除了東歐地區，意大利和瑞士亦訂購Ae-45。1958年8月，一架意大利Ae-45從南美出發，橫跨大西洋，飛行了3000多公里，抵達達喀爾。1981年Jon Svensen亦駕駛飛機從歐洲飛往美國。
此飛機除了捷克斯洛伐克本土使用外，亦有出口至中國、東德、匈牙利、意大利、波蘭、羅馬尼亞、蘇聯和瑞士。匈牙利是主要用家，在當地亦稱為白鷺屬〔捷克語：〕。

## 型號

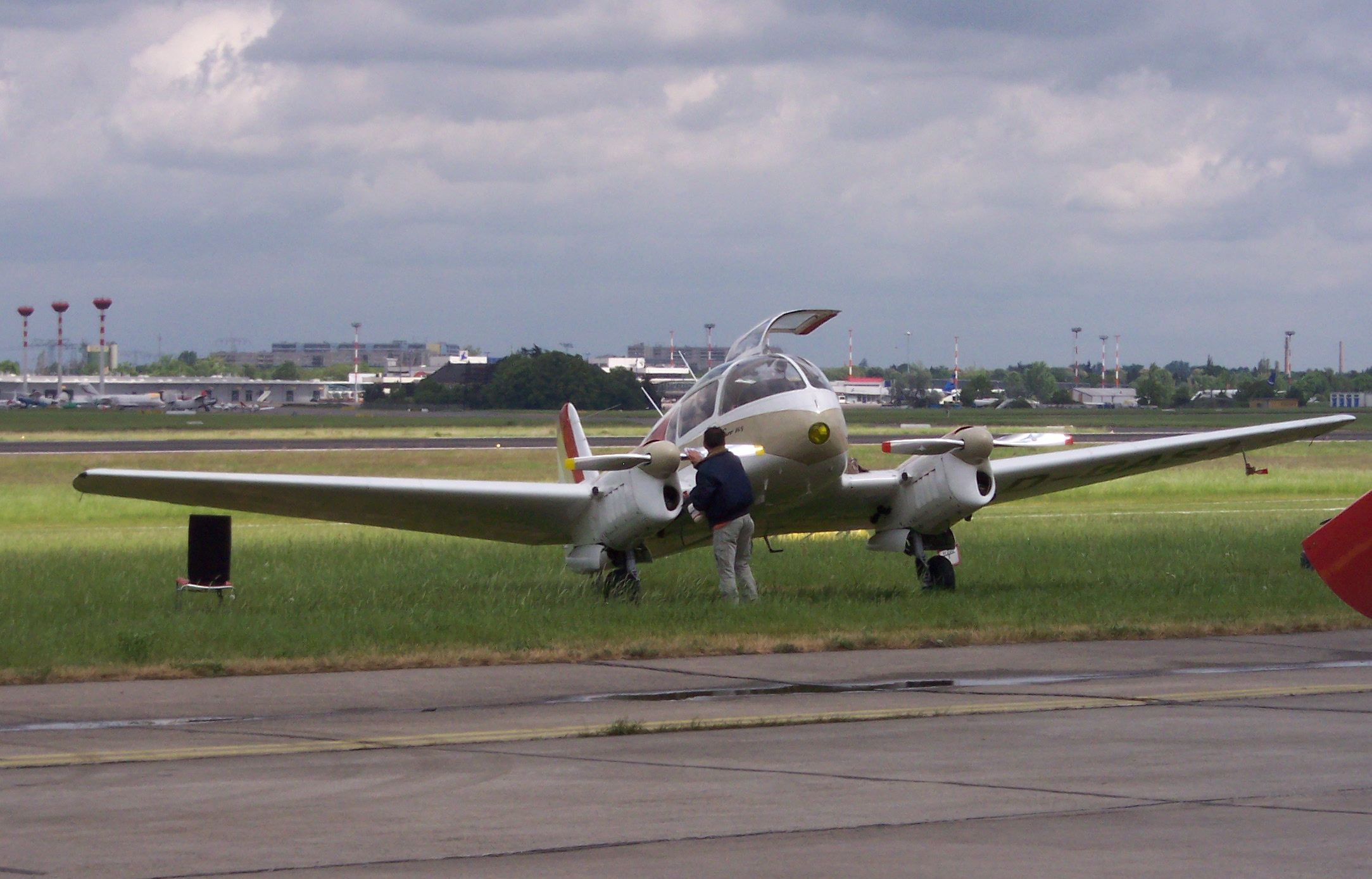
Let Aero Ae 145

Aero 45
首款量產型，在1948年至1951年間生產了200架。
Aero 45S "Super Aero"
由Let所改良，採用較佳的導航系統，在1954年至1959年間生產了228架。
Aero 145
改用supercharged Motorlet (Walter) M332引擎，後以Avia M332之名投產。此型號是由Let發展及生產，在1959年至1963年間生產了162架。
Aero 245
實驗型，未投產。
Aero 345
實驗型，未投產。
松花江一号
哈尔滨飞机厂以AE-45飞机为原准机改型设计的轻型客、货运输机。飞机外形改动较大，其它系统均参照AE-45飞机设计。1958年7月8日开始设计，9月29日试飞成功，可载客5-6人。后因为哈尔滨飞机厂仿制任务繁重，该机没有研制下去。 

## 使用者

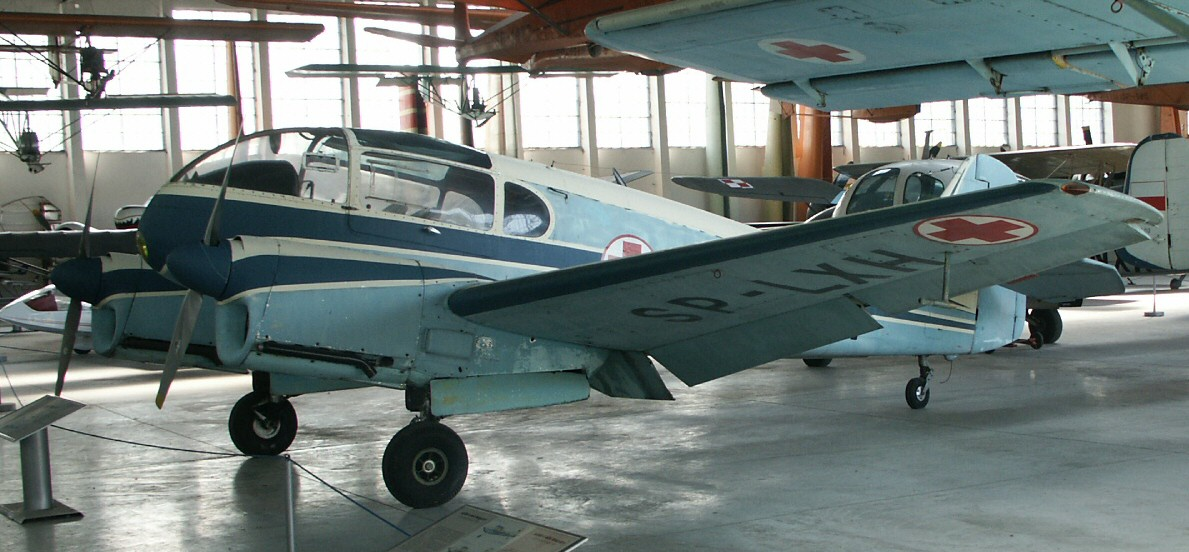
在波蘭航空博物館的Ae 145救護機

### 民用
捷克斯洛伐克
 中国
引进时称为爱诺45型或爱罗45型，1951年中国民航进口了10架，1952年开始用于小兴安岭的护林防火飞行，后用于从北京向东北运送报纸纸型及其它通用航空任务。1956年958号机在河南卢氏县撞山，机组人员全部遇难，这是中华人民共和国历史上通用航空领域第一起一等事故。
 东德
- 德意志民主共和国国际航空

 義大利
 波蘭
- LOT波蘭航空在1952至1957年營運3架Ae-45[4]
- 波蘭空中救護隊

 羅馬尼亞
- Aviasan

 苏联
- 蘇聯民航

 瑞士
 斯洛維尼亞
- 阿伊多夫什契納航空俱樂部

 越南
- 越南民航局，後改為越南民航（今越南航空）[5]

### 軍用
中华人民共和国
- 中國：1953年进口14架，作为轻型多用途联络机使用。1958年开始被国产的运-5取代。1976年最后2架从空军退役。

 捷克斯洛伐克
- 捷克斯洛伐克空軍以K-75之名運作，用作聯絡機

 东德
- 東德空軍

 匈牙利
- 匈牙利空軍

 印度
- 印度空軍有1架來自捷克的贈送

 羅馬尼亞
- 羅馬尼亞空軍

 越南
- 越南人民空軍從中國取得3架Ae-45

## 性能
Ae-45有光滑，淚珠狀的機身，圓形及加長玻璃為飛行員提供良好視野，採用低單翼設計；起落架能收回但尾輪不能。
基本信息
- 机组：1
- 容量：3-4

性能